# Justin Broadrick

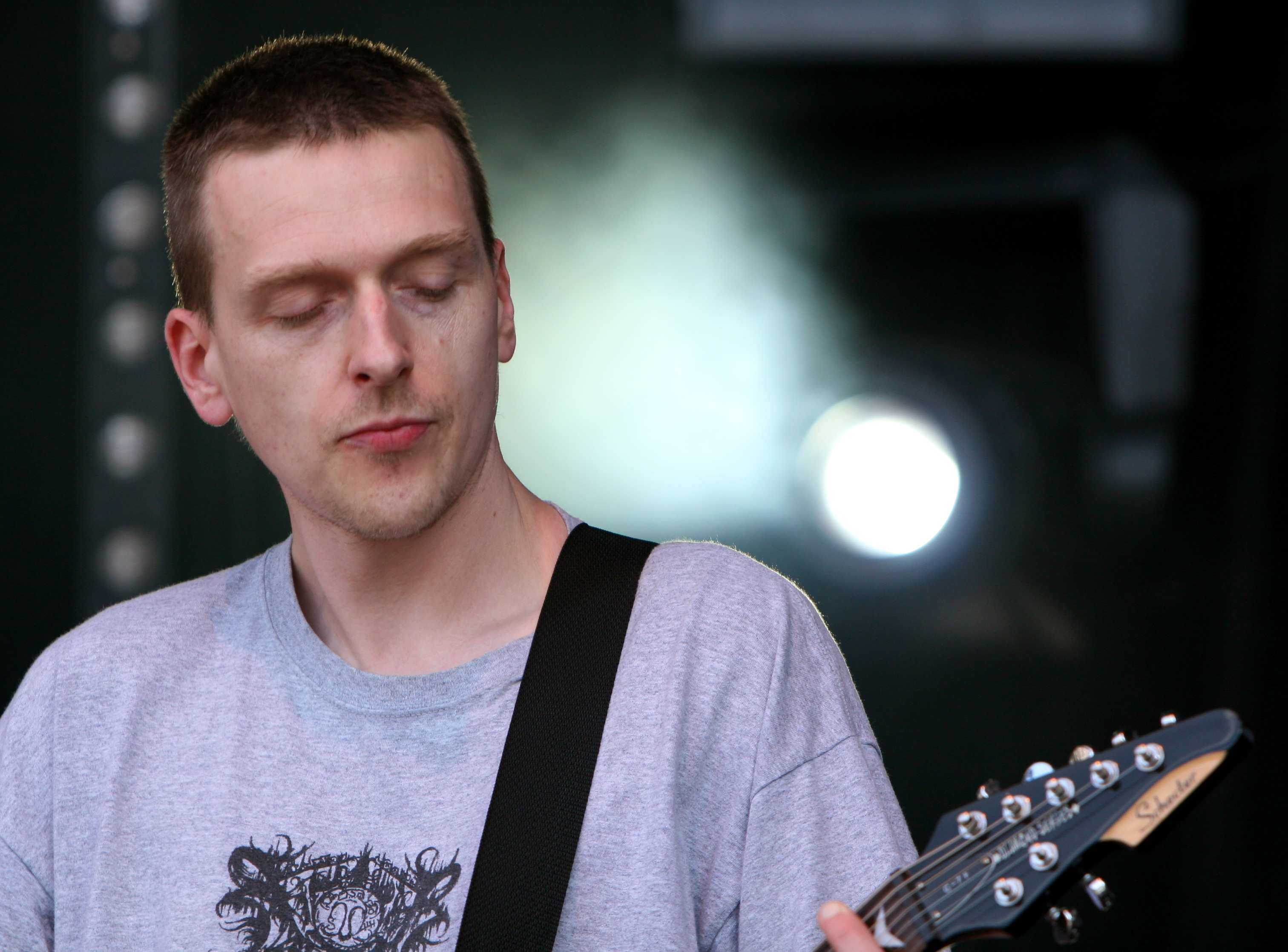
Justin Broadrick (2009)

Justin Karl Michael Broadrick (* 15. August 1969 in Birmingham, England) ist ein britischer Sänger, Gitarrist und Schlagzeuger.
In seiner Jugend war Broadrick Teil der Grindcore-Band Napalm Death, er ist einer der Mitbegründer der Industrial-Metal-Pioniere Godflesh und seit 2003 mit seinem Projekt Jesu aktiv. Für verschiedene Bands fertigte er Remix-Versionen an und fungierte als Produzent diverser Alben. Nebenbei war Broadrick Begründer und Betreiber verschiedener Musiklabels.

## Leben
Nachdem er als Jugendlicher unter dem Namen Final mit sphärischen und für damalige Verhältnisse recht unkonventionellen Klangstrukturen experimentiert hatte, wandte er sich nach einer Begegnung mit Nicholas Bullen 1985 verstärkt dem Punk zu und wurde schließlich Gitarrist bei Bullens Band Napalm Death. Die Gruppe machte aufgrund ihres kompromisslos harten und radikalen Sounds sehr schnell auf sich aufmerksam und gehört mit ihrer Kombination von grunzendem Gesang sowie Punk- und Metal-Einflüssen zu den Begründern des Grindcore.
Während einiger Auftritte, die die Band mit Head of David absolvierte, wuchs Broadricks Begeisterung für den schleppenden und von ihm als komplexer empfundenen Sound von Head of David. Kurz darauf verließ er Napalm Death, um bei Head of David Schlagzeuger zu werden.
Nachdem er auch innerhalb dieser Band mit der musikalischen Entwicklung nach kurzer Zeit nicht zufrieden war, erfolgte 1988 die Trennung von der Gruppe.
Da er bereits 1986 Kontakte zu der Formation Fall of Because von G.C. „Ben“ Green und Paul Neville gehabt hatte, kontaktierte Broadrick nach seinem Ausstieg bei Head of David erneut G.C. Green und begründete schließlich zusammen mit diesem Godflesh. Broadrick übernahm wiederum den Part des Gitarristen. Das Duo entschied sich, zunächst keine weiteren Musiker aufzunehmen, so dass den Part des Schlagzeugers – für damalige Verhältnisse noch recht ungewöhnlich – ein Drumcomputer übernahm, welchen Broadrick aufgrund seiner Erfahrungen als Schlagzeuger selbst programmierte. Auch wenn Godflesh später live und bei einigen Alben wiederum auf reale Schlagzeuger zurückgriff, sollte die wiederkehrende Verwendung eines Drumcomputers ein Markenzeichen der Band darstellen.

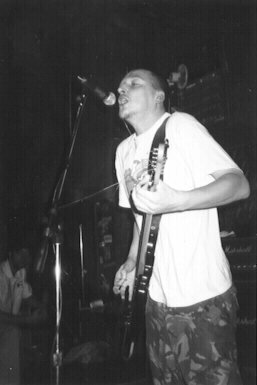
Broadrick bei einem Auftritt mit Godflesh (1996)

Das Projekt Godflesh hatte von 1988 bis 2002 bestand. Während dieser Zeit arbeitete das Duo in wechselnder Besetzung mit diversen Musikern zusammen, die beide zumeist bereits seit Jahren kannten.
Von 1991 bis 1992 war Broadrick Gitarrist bei Scorn und spielte mit ihnen das Album Vae Solis ein.
G.C. Green beschloss im Oktober 2001 seine Musikerlaufbahn zu beenden und Godflesh zu verlassen. Broadrick führte das gemeinsame Projekt zunächst noch weiter. Als eine neue US-Tour der Band bevorstand, wurde Broadrick jedoch klar, dass Godflesh ohne den langjährigen Bandkollegen nicht mehr Godflesh war und er löste das Projekt am 10. April 2002 endgültig auf. Diese Erkenntnis und der damit verbundene Druck führten zu einem psychischen Zusammenbruch Broadricks. Überdies belasteten ihn in der Folgezeit finanzielle Forderungen aufgrund der Absage der US-Tour, sowie die Trennung von seiner langjährigen Lebensgefährtin.
Im Jahre 2004 veröffentlichte Broadrick zwei bereits 2001 konzipierte und allein eingespielte Songs unter seinem neuen Bandnamen Jesu. Ein Album, das mit langjährigen Wegbegleitern aus anderen Projekten eingespielt wurde, erschien Ende 2004. Seither ist Jesu das musikalische Kernprojekt Broadricks. Nebenher veröffentlicht Broadrick nach wie vor im Rahmen seines ältesten Projekts Final experimentelle elektronische Musik.
Neben seinen Hauptaktivitäten im Bereich des Industrial Metal mit Godflesh, hat Broadrick in der Vergangenheit auch Techno- und Rap-Alben, sowie Remixe für andere Künstler produziert, unter verschiedenen Projektnamen veröffentlicht und zeitweise sogar eigene Labels betrieben. Zu den bekanntesten Projekten dürfte seine Zusammenarbeit mit Kevin Martin unter dem Namen Techno Animal zählen, darunter auch das im Rahmen dieses Projekts mit Alec Empire veröffentlichte Album The Curse of the Golden Vampire.